# 1249 Rutherfordia
Az 1249 Rutherfordia (ideiglenes jelöléssel 1932 VB) a Naprendszer kisbolygóövében található aszteroida. Karl Wilhelm Reinmuth fedezte fel 1932. november 4-én, Heidelbergben.